# La Fête à Henriette
La Fête à Henriette is een Franse filmkomedie uit 1952 onder regie van Julien Duvivier. Destijds werd de film uitgebracht onder de titel 't Is feest in Parijs.

## Verhaal
Twee scenaristen moeten een verhaal bedenken voor een nieuwe film. Hun scenario handelt over Henriette, een vrouw die 14 juli met haar verloofde doorbrengt in Parijs.

## Rolverdeling
| Acteur             | Personage           |
| ------------------ | ------------------- |
| Dany Robin         | Henriette           |
| Michel Auclair     | Maurice / Marcel    |
| Hildegard Knef     | Rita Solar          |
| Louis Seigner      | Scenarioschrijver   |
| Micheline Francey  | Nicole              |
| Henri Crémieux     | Scenarioschrijver   |
| Michel Roux        | Robert              |
| Daniel Ivernel     | Inspecteur          |
| Odette Laure       | Valentine           |
| Jeannette Batti    | Gisèle              |
| Paulette Dubost    | Virginie            |
| Alexandre Rignault | Vader van Henriette |
| Claire Gérard      | Charlotte           |
| Jacques Eyser      | Verhuizer           |
| Jean-Louis Le Goff | Verhuizer           |